# 산책하는 침략자
《산책하는 침략자》(일본어: 散歩する侵略者, 영어: BEFORE WE VANISH)는 마에카와 토모히로가 주재하는 극단 이키우메의 2005년 초연 무대 및 이를 원작으로 2007년 출판 소설, 2017년 공개된 일본 영화이다.

## 무대

### 2005년
2005년 10월에 도쿄 선 몰 스튜디오에서 상연.

### 2007년
2007년 9월 12일부터 16일 도쿄 아오야마 원형 극장, 같은 해 9월 29일과 30일에 오사카 HEP HALL에서 개최되었다.

### 2011년
2011년 4월 23일, 24일에 KAAT 가나가와 예술 극장 대 스튜디오, 같은 해 5월 13일부터 29일에 도쿄 씨어터 트램, 같은 해 6월 4일과 5일 오사카 ABC 홀, 같은 해 6월 12일 키타큐슈  예술 극장 중 극장에서 상연 되었다.

### 2017년
2017년 10월 27일부터 11월 19일에 도쿄 씨어터 트램, 같은 해 11월 23일부터 11월 26일에 오사카 ABC 홀, 같은 해 12월 3일 키타큐슈 예술 극장 중 극장에서 상연 되었다.

## 소설
- 《산책하는 침략자》
  - 단행본 : 미디어 팩토리 2007년 12월 12일 발행, ISBN 978-4840121095
  - 단행본 : 카도카와 문고 2017년 7월 25일 발행, ISBN 978-4041026304

극단 이키우메의 주재이며 극작가와 연출가도 맡고 마에카와 토모히로가 자신의 무대를 바탕으로 한 소설이다.

## 영화
2017년 9월 9일 개봉. 감독은 쿠로사와 기요시. 전국 181개 스크린에서 공개된 2017년 9월 9, 10일의 첫날 2일간 흥행 수익 4,200만엔, 동원 3만 1,000명으로, 영화 관객 동원 랭킹 (흥행 통신사 조사)에서 첫 등장  제10위를 차지했다.
제70회 칸 영화제 주목할 만한 시선 부문에 초청 되었고, 북미 외에 전세계 21개국에서 공개되는 것이 결정되었다.

### 출연
- 카세 나루미 : 나가사와 마사미
- 카세 신지 : 마츠다 류헤이
- 사쿠라이 : 하세가와 히로키
- 아마노 : 타카스기 마히로
- 타치바나 아키라 : 츠네마츠 유리
- 성직자 : 히가시데 마사히로
- 쿠루마다 형사 : 코지마 카즈야
- 카세 아스미 : 마에다 아츠코
- 스즈키 : 미츠이시 켄
- 마루오 : 미츠시마 신노스케
- 의사 : 코이즈미 쿄코
- 시나가와 : 사사노 타카시

### 스태프
- 원작 : 마에카와 토모히로 〈산책하는 침략자〉
- 감독 : 쿠로사와 키요시
- 각본 : 다나카 사치코, 구로사와 기요시
- 촬영 : 아시자와 아키코
- 편집 : 다카하시 고이치
- 음악 :  하야시 유스케
- 조명 : 나가타 히데노리
- 녹음 : 와타나베 신지
- 미술 : 아타카 노리후미
- 음향 효과 : 시바사키 켄지
- 제작 : 나카야마 요시오, 나가야마 마사야, 오오무라 에이지, 오오야나기 히데키, 마츠다 미유키, 사쿠라이 요시키
- 총괄 프로듀서 : 카도야 다이스케, 치바 요시노리, 아오키 타케히코
- 기획 프로듀서 : 이시다 유우지, 후지무라 나오토
- 프로듀서 : 아라카와 유미, 타카시 토모미, 이즈카 노부히로
- 보조 프로듀서 : 오타키 료
- 조감독 : 키타노 타카시
- 제작사 : 장고 필름
- 제작 협력 : 영화 〈산책하는 침략자〉 제작위원회(장고 필름, WOWOW FILMS, 니혼 텔레비젼 방송망, 니카츠, 쇼치쿠, 요미우리 TV 방송, 포니 캐년, 일본 기획 센터, 오피스 사쿠, 히라타 오피스)
- 배급 : 쇼치쿠, 니카츠

### 수상 정보
- 제9회 TAMA 영화상
  - 최우수 작품상
  - 최우수 여우주연상 (나가사와 마사미)
  - 최우수 신진 남우주연상 (타카스기 마히로)

- 제72회 마이니치 영화 콩쿠르
  - 여우주연상 (나가사와 마사미)

- 스포니치 그랑프리
  - 신인상 (타카스기 마히로)

- 제72회 도쿄 스포츠 영화 대상
  - 여우주연상 (나가사와 마사미)

- 제91회 키네마 준보 베스트 텐
  - 일본 영화 베스트 텐 제5위

- 제41회 일본 아카데미상
  - 우수 감독상 (쿠로사와 기요시)
  - 우수 여우주연상 (나가사와 마사미)

- 예술선장문부 과학대신상
  - 영화부문 (쿠로사와 기요시)

## 드라마

### 등장 인물
- 야마기와 에츠코 - 카호
- 야마기와 타츠오 - 소메타니 쇼타
- 마카베 시로 - 히가시데 마사히로
- 나카무라 에리코
- 아사카와 미유키 - 키시이 유키노

### 제작진
- 감독 : 쿠로사와 키요시
- 각본 : 타카하시 히로시, 쿠로사와 키요시
- 음악 : 하야시 유스케